# Thermococci
A Thermococci az Euryarchaeota törzsbe tartozó Archaea osztály. Az archeák – ősbaktériumok – egysejtű, sejtmag nélküli prokarióta szervezetek.

### Tudományos folyóiratok
- Cavalier-Smith, T (2002). „The neomuran origin of archaebacteria, the negibacterial root of the universal tree and bacterial megaclassification”. Int. J. Syst. Evol. Microbiol. 52 (Pt 1), 7–76. o. PMID 11837318.
- (2013) „Membrane vesicles, nanopods and/or nanotubes produced by hyperthermophilic archaea of the genus Thermococcus”. Biochemical Society Transactions 41 (1), 436–442. o. DOI:10.1042/BST20120293. PMID 23356325.
- Woese, CR (1990). „Towards a natural system of organisms: proposal for the domains Archaea, Bacteria, and Eucarya”. Proc. Natl. Acad. Sci. USA 87 (12), 4576–4579. o. DOI:10.1073/pnas.87.12.4576. PMID 2112744. PMC 54159.

### Tudományos könyvek
- Zillig W.szerk.: DR Boone: Class IV (sic) [V]. Thermococci class. nov., Bergey's Manual of Systematic Bacteriology Volume 1: The Archaea and the deeply branching and phototrophic Bacteria, 2nd, New York: Springer Verlag, 169. o. (2001. március 20.). ISBN 978-0-387-98771-2
- Garrity GM.szerk.: DR Boone: Phylum AII. Euryarchaeota phy. nov., Bergey's Manual of Systematic Bacteriology Volume 1: The Archaea and the deeply branching and phototrophic Bacteria, 2nd, New York: Springer Verlag, 169. o. (2001. március 20.). ISBN 978-0-387-98771-2

### Tudományos adatbázisok
- Thermococci PubMed hivatkozásai
- Thermococci PubMed Central hivatkozásai
- Thermococci Google Scholar hivatkozásai